# John D. Rateliff
John D. Rateliff est un universitaire reconnu qui a publié des travaux sur J. R. R. Tolkien. Il a obtenu son doctorat à la Marquette University, où il a étudié les œuvres de Tolkien. Sa publication la plus importante est The History of The Hobbit, mais il a contribué à de nombreuses publications sur Tolkien.
Il a aussi travaillé pour TSR Inc., Wizards of the Coast, et Hasbro pendant de nombreuses années, contribuant à de nombreux produits pour Donjons et Dragons,. En outre, il travaille en tant qu'écrivain indépendant pour Decipher Inc., Green Ronin, White Wolf, Guardians of Order, et Chaosium sur de nombreux projets. Lors de son passage à la Merpcon IV en 2008, il a déclaré qu'il travaillait également sur un projet interne avec TSR, afin de créer un RPG basé sur Tolkien, qui n'est pas encore disponible au public.